# Onthophagus endroedii
Onthophagus endroedii là một loài bọ cánh cứng trong họ Bọ hung (Scarabaeidae).